# Loreena McKennitt
Loreena Isabel Irene McKennitt OC (ur. 17 lutego 1957 w Morden) – kanadyjska wokalistka, kompozytorka i multiinstrumentalistka (fortepian, harfa, akordeon). Sprzedała ponad 14 milionów płyt na całym świecie.

## Wczesne życie
McKennitt urodziła się w Morden, (Manitoba) jej rodzicami byli Jack (zm. 1992) i Irene McKennitt (1931–2011). W rodzinnej miejscowości pozostawała pod  wpływem muzycznym lokalnej społeczności mennonickiej. Następnie rozpoczęła studia na University of Manitoba w Winnipeg, na wydziale weterynarii. Podczas studiów odkryła muzykę folk  (m.in. Neila Younga, Joni Mitchell i Gordona Lightfoota). Zainteresowała się również muzyką celtycką, odwiedziła m.in. Irlandię. Rozwijając pasję do muzyki irlandzkiej nauczyła się grać na harfie celtyckiej.  W celu zarobienia pieniędzy na nagranie pierwszego albumu występowała m.in. na ulicy. W 1981 roku przeniosła się do Stratford w Ontario, (gdzie nadal mieszka) aby dołączyć do zespołu aktorskiego Stratford Festival.

## Kariera

### Początkowy sukces: 1985–1998
Pierwszy album McKennitt, Elemental, został wydany w 1985 roku, następne to: To Drive the Cold Winter Away (1987), Parallel Dreams (1989), The Visit (1991), The Mask and Mirror (1994), A Winter Garden (1995), The Book of Secrets (1997). Przed stworzeniem Elemental oraz Parallel Dreams udała się do Irlandii w poszukiwaniu inspiracji z historii kraju, folkloru, geografii i kultury. Album The Mask and Mirror poprzedziły wyjazdy do Hiszpanii, gdzie zajęła się badaniem Galicji oraz celtyckiej części Hiszpanii, wraz z jej arabskimi korzeniami.  
W 1990 roku McKennitt nagrała muzykę do kanadyjskiego filmu dokumentalnego The Burning Times, relacji z wczesnych europejskich procesów o czary Główny motyw muzyczny wykorzystano potem w utworze „Tango to Evora” z albumu The Visit.
W 1993 roku koncertowała w Europie jako support Mike’a Oldfielda. W 1995 roku jej wersja tradycyjnej irlandzkiej piosenki „Bonny Portmore” pojawiła się w serialu Highlander, a następnie w filmie Highlander 3: The Sorcerer. Singiel „The Mummers’ Dance” został wykorzystany jako motyw przewodni serialu telewizyjnego Legacy. Wykorzystano go także w zwiastunie filmu Ever After z 1998 .

### Przerwa w karierze
W lipcu 1998 r. narzeczony Loreeny McKennitt -  Ronald Rees, oraz  jego brat Richard i ich bliski przyjaciel Gregory Cook - utonęli w wypadku na łodzi w Georgian Bay. Załamana tym wydarzeniem zdecydowała, że ograniczy liczbę swoich publicznych występów oraz  nie wydała żadnych nowych nagrań aż do  2006 roku, wydania płyty An Ancient Muse. W czasie wypadku pracowała nad albumem na żywo z dwóch występów Live in Paris i Toronto. Po wydarzeniu założyła Cook-Rees Memorial Fund for Water Search and Safety. Wpływy z tego albumu zostały przekazane na nowo utworzony fundusz o łącznej wartości około trzech milionów dolarów.

### Powrót: 2006 – obecnie
W 2005 roku McKennit rozpoczęła pracę nad albumem An Ancient Muse, jej siódmym albumem studyjnym, wydanym w listopadzie 2006 roku. Album został zainspirowany podróżami i czytaniem o różnych kulturach wzdłuż Jedwabnego Szlaku. We wrześniu 2006 roku McKennitt wystąpiła na żywo w Alhambrze (Grenada) – koncert został zarejestrowany i wydany w sierpniu 2007 roku na trzypłytowym zestawie DVD/CD Nights from the Alhambra. Na początku 2008 roku wróciła do Real World Studios Petera Gabriela, aby nagrać A Midwinter Night’s Dream, rozszerzoną wersję jej minialbumu z 1995 roku A Winter Garden: Five Songs for the Season. Album został wydany 28 października 2008 r.

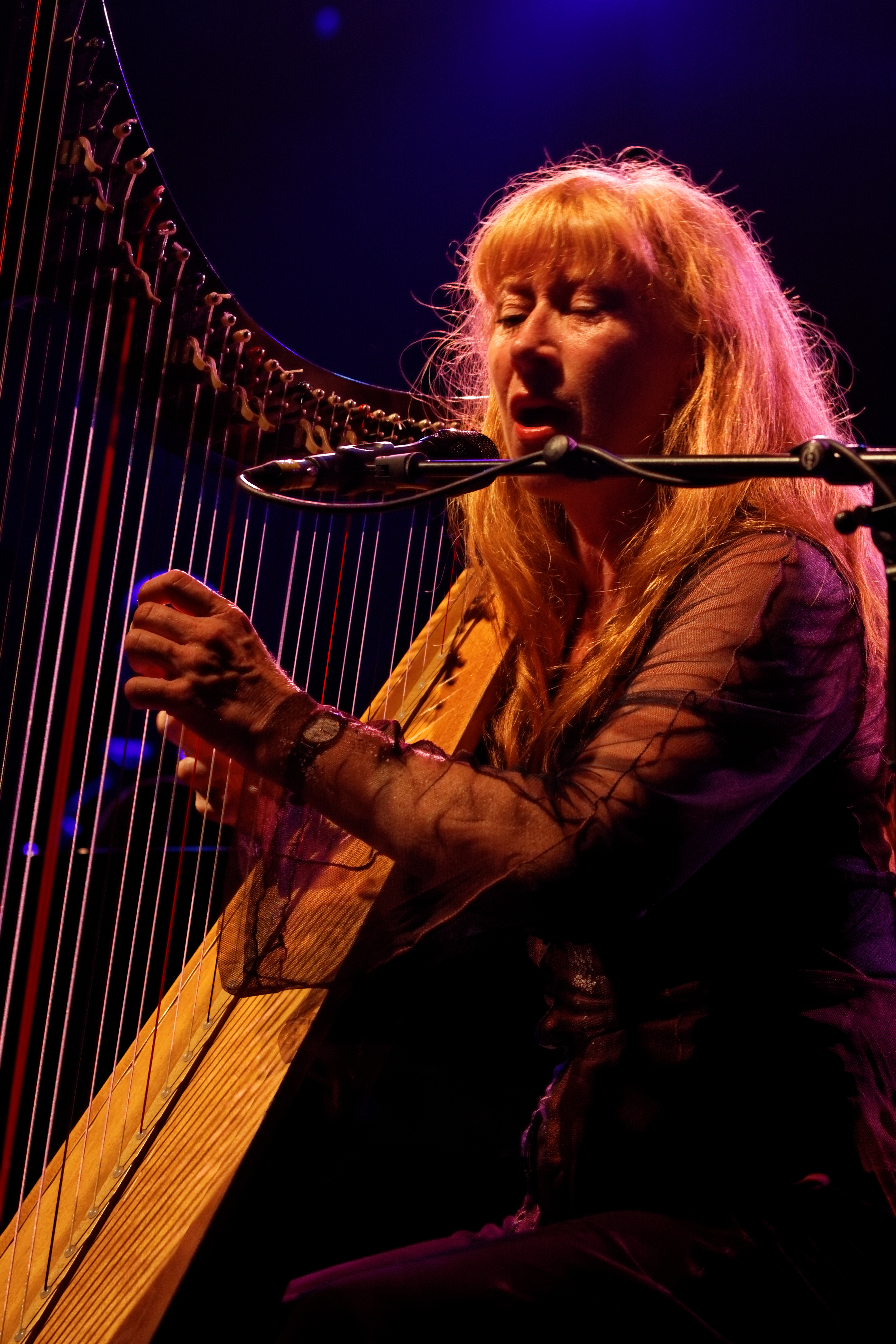
Loreena McKennitt w 2012

Po wydaniu An Ancient Muse w 2007 roku wyruszyła w obszerną trasę koncertową po Kanadzie i Stanach Zjednoczonych, kontynuując ją po Europie w 2008 roku i w basenie Morza Śródziemnego w 2009 roku (w Grecji, Turcji, na Cyprze, w Libanie, na Węgrzech i we Włoszech).
W 2009 roku McKennitt wydała dwupłytowy album zatytułowany A Mediterranean Odyssey. Pierwsza płyta „From Istanbul to Athens” składała się z 10 nowych nagrań na żywo dokonanych podczas trasy po Morzu Śródziemnym w 2009 roku - w tym utworów piosenek, nigdy wcześniej nie granych na koncercie. Druga płyta „The Olive and the Cedar” osadzona w klimacie śródziemnomorskim który zawierała wcześniej wydane nagrania studyjne powstałe między 1994 a 2006 rokiem.
W listopadzie 2010 roku ukazała się płyta The Wind That Shakes the Barley. Nagrana w świątyni Sharon w Ontario składa się z dziewięciu tradycyjnych pieśni celtyckich. Po jej wydaniu odwiedzając promocyjne kilka krajów, nagrała godzinny koncert w studiach niemieckiej stacji radiowej SWR1 – z akompaniamentem Briana Hughesa (gitara) i Caroline Lavelle (wiolonczela),  wieloletnich stałych współpracowników. Ten koncert wydano na płycie w 2011 roku pod tytułem Troubadours on the Rhine, został on nominowany do nagrody Grammy 2012 za najlepszy album New Age.
30 listopada 2012 r. McKennitt udzieliła wsparcia Fundacji Golden Hat Kate Winslet wraz z Timem Janisem, Sarah McLachlan, Andreą Corr, Hayley Westenra, Sleepy Man Banjo Boys, Dawn Kenney, Jana Mashonee, Amy Petty występując na koncercie „The American Christmas Carol” w Carnegie Hall.
Dziesiąty album studyjny McKennitt, Lost Souls, został wydany 11 maja 2018 r., który promowała trasą koncertową w 2018 i 2019 roku.

### Występy w Polsce
Loreena McKennitt wystąpiła  w Polsce dwukrotnie:

#### 2012
W marcu 2012 Loreena wystąpiła wraz z ośmioosobowym zespołem 25 marca w Sali Kongresowej w Warszawie oraz 26 marca w Domu Muzyki i Tańca w Zabrzu na dwóch koncertach w ramach trasy „Celtic Footprints Tour”.

#### 2019
27 marca 2019 wystąpiła  w Centrum Kongresowym w Krakowie oraz 28 marca w Domu Muzyki i Tańca w Zabrzu na dwóch koncertach w ramach promocji płyty "Lost Souls".

### Sprawa sądowa
W 2005 roku McKennitt wytoczyła proces byłej przyjaciółce i pracownicy, Niemie Ash, która opublikowała książkę  Travels with Loreena McKennitt: My Life as a Friend, zawierającą intymne szczegóły ich przyjaźni. McKennitt argumentowała, że znaczna część książki zawierała poufne dane osobowe, których Ash nie miała prawa publikować. Sądy angielskie stwierdziły, że doszło do naruszenia zaufania i niewłaściwego wykorzystania prywatnych danych McKennitt, a sprawa ustanowiła precedensy w prawie Anglii i Walii dotyczące prywatności osób publicznych.  Izba Lordów potwierdziła decyzje sądu niższej instancji w 2007 r.

## Quinlan Road
Quinlan Road jest niezależną wytwórnia płytową założoną przez Loreenę McKennitt. w 1985 roku z siedzibą w Stratford, Ontario, Kanada. Początkowo mieściła się w domu McKennitt, skąd sprzedawała nagrania wysyłkowo. Obecnie utwory Quinlan Road są dystrybuowane przez: Verve Records, Universal Music Group, Keltia Musique i SPV GmbH.

## Dyskografia

### Albumy
- Elemental (1985)[20]
- To Drive the Cold Winter Away (1987)[21]
- Parallel Dreams (1989)[22]
- The Visit (1991)[23]
- The Mask and Mirror (1994)[24]
- A Winter Garden: Five Songs for the Season (1995)[25]  (EP)
- The Book of Secrets (1997)[26]
- Live in Paris and Toronto (1999)[27] (album live)
- An Ancient Muse (2006)[28]
- Nights from the Alhambra (2007)[29] (album live)
- A Midwinter Night’s Dream (2008)[30]
- The Wind That Shakes the Barley (2010)[31]
- Troubadours on the Rhine (2011)[32]
- Lost Souls (2018)[33]
- Live At The Royal Albert Hall (2019)[34] (album live)

### Składanki
- The Best of Loreena McKennitt (1997)
- A Mummers’ Dance Through Ireland (2009)
- A Mediterranean Odyssey (2009)[35]
- The Journey So Far - The Best Of (2014)[36]

### Wideo
- The Mummers’ Dance (1997)[37]
- Nights from the Alhambra (2007)[38][39]
- A Moveable Musical Feast (2008)[40]